# Teodoro Sampaio (Bahia)
Teodoro Sampaio – miasto i gmina w Brazylii, w stanie Bahia. Znajduje się w mezoregionie Centro-Norte Baiano i mikroregionie Feira de Santana.